# مانتی کریستو
مانتی کریستو (انگلیسی: Monte Cristo) شرکت بازی ویدئویی فرانسوی است، که در سال ۱۹۹۵ تأسیس شد.